# Religião na Moldávia

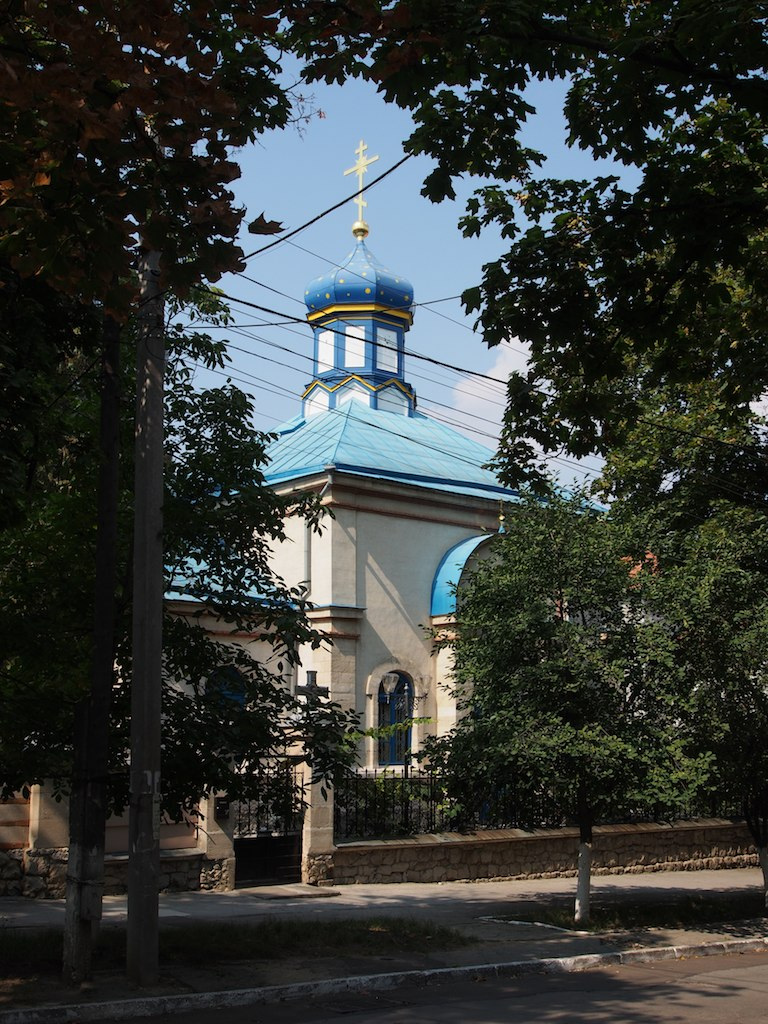
Igreja Ortodoxa de Biserica Adormirea Maicii Domnului, Chisinau, Moldávia.

Levando em conta um censo realizado em 2014, a maioria da população da Moldávia é da Igreja Ortodoxa, representando 96,8% da população. A população também segue outras crenças, como batistas (1% da população), Testemunhas de Jeová (0,7% da população), Adventistas (0,3% da população), Pentecostais (0,4% da população), católicos (0,1% da população), e também tem os ateus e agnósticos (0,2% da população. Também há outras religiões, que juntas representam o pequeno número de 0,3%.

A constituição da República da Moldávia diz que a liberdade de consciência é garantida, e quaisquer relações de ódio entre religiões é proibido. Também, as religiões são autônomas e separadas do governo.